# Basilica di San Pietro ad Aram

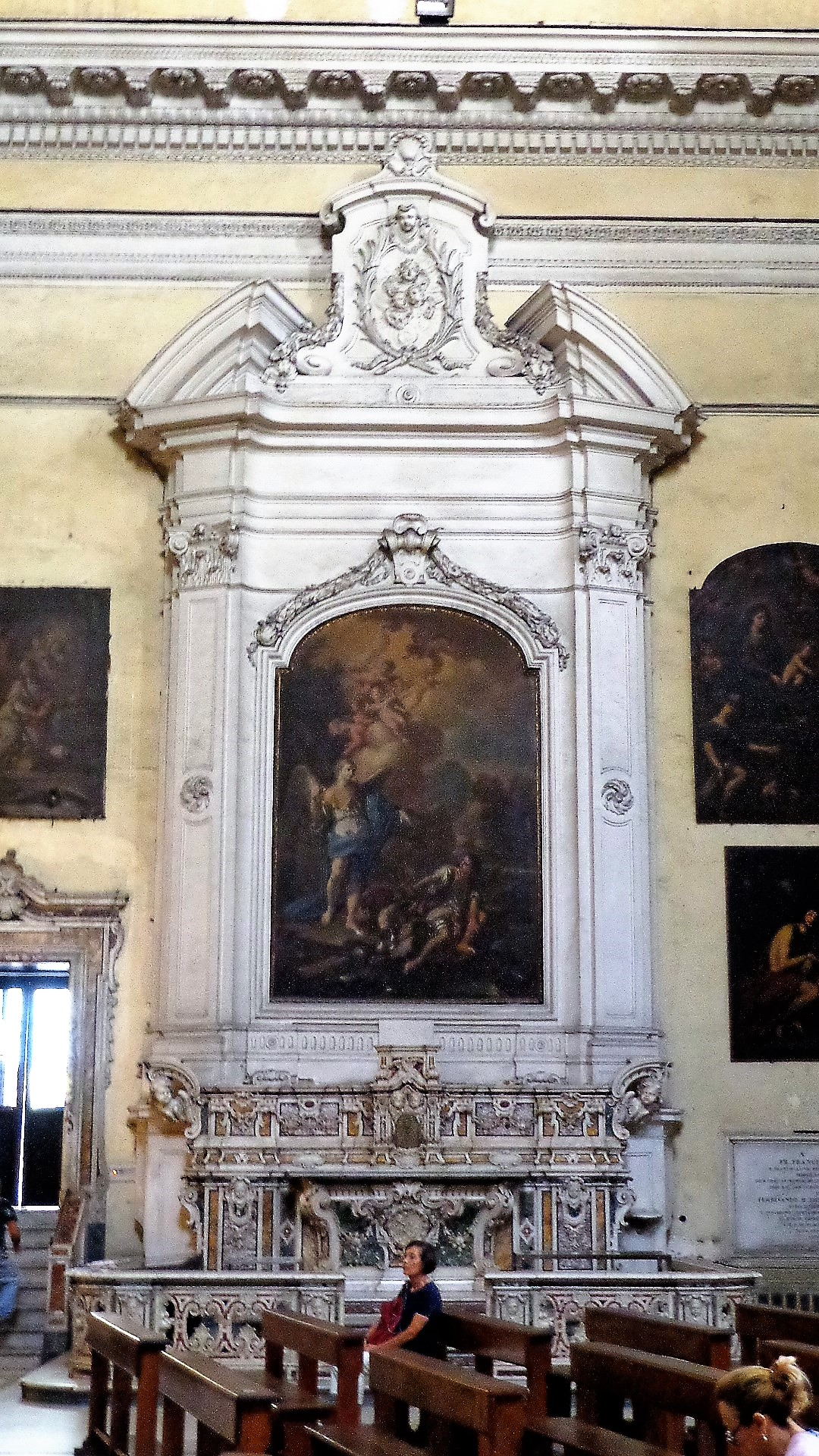
Altare posto sul braccio destro del transetto

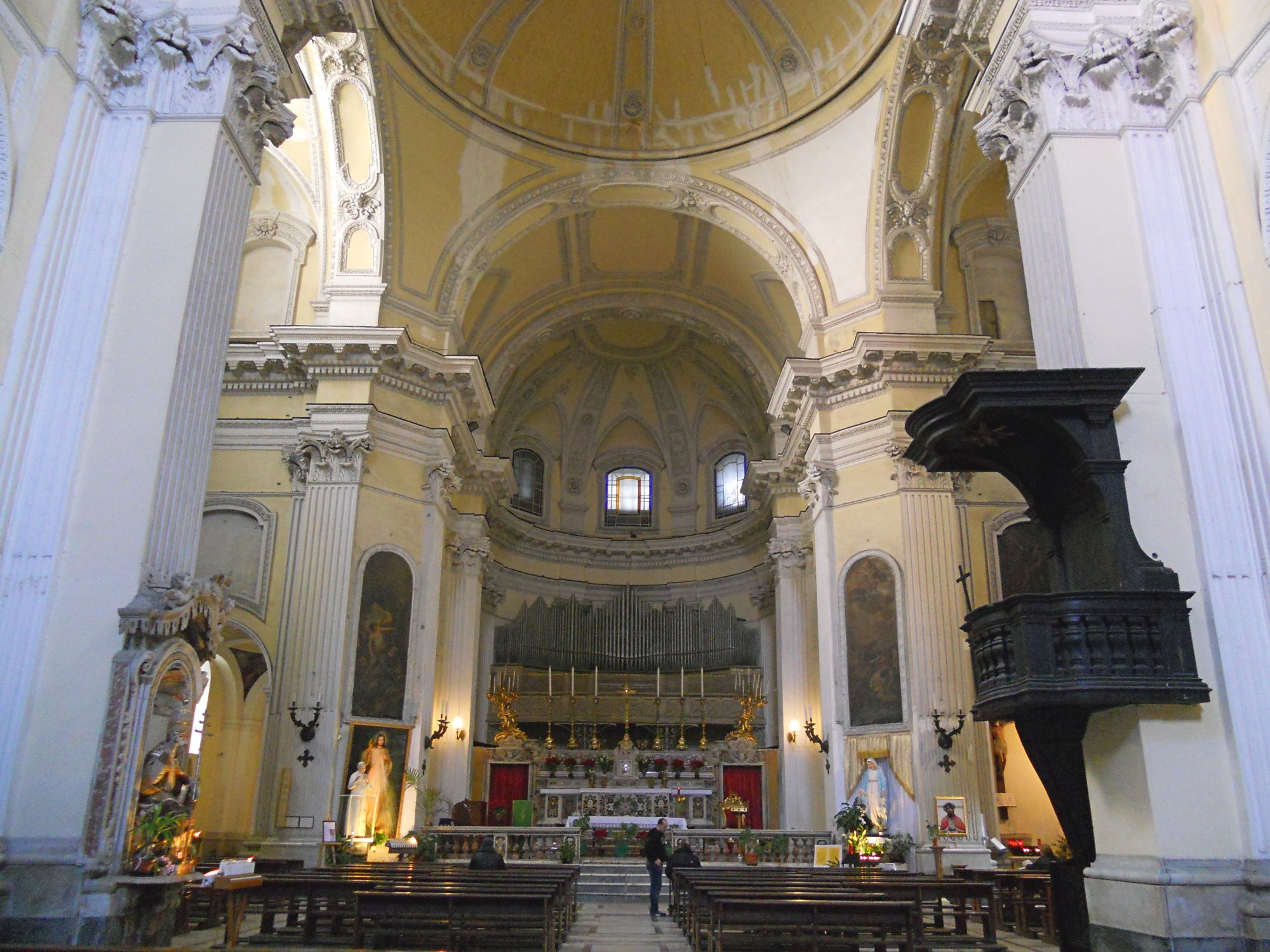
L'interno (visuale verso l'altare maggiore ed il transetto)

La basilica di San Pietro ad Aram è una chiesa di Napoli.
L'edificio religioso è molto noto perché, secondo la tradizione, custodirebbe l'Ara Petri, ovvero l'altare su cui pregò san Pietro durante la sua venuta a Napoli. La basilica si erge nel centro storico della città e, fino all'Ottocento, era affiancata da un chiostro monumentale.

## Storia
Per la sua particolare antichità papa Clemente VII le concesse il privilegio di poter celebrare il giubileo un anno dopo quello di Roma, in modo da evitare un eccessivo affollamento nella capitale pontificia, ma anche per evitare al popolo napoletano l'allora faticoso viaggio. I post-giubilei furono celebrati nel 1526, nel 1551 e infine nel 1576. Papa Clemente VIII abolì questo privilegio alla città nel XVII secolo.
Secondo la leggenda la chiesa è sorta sul luogo dove san Pietro aveva battezzato santa Candida e sant'Aspreno, i primi napoletani convertiti, come narra anche l'affresco nel vestibolo (recentemente attribuito a Girolamo da Salerno).
L'attuale ristrutturazione è del XVII secolo (compiuta negli anni fra il 1650 e il 1690), su precedente disegno di Pietro De Marino e Giovanni Mozzetta.
Alla fine del secolo scorso verso la fine dell'Ottocento per l'apertura dell'attuale Corso Umberto I e dell'adiacente piazza Mancini (alle spalle della statua di Giuseppe Garibaldi) vennero abbattuti due antichi chiostri e parte di colonne e capitelli vennero collocati all'ingresso della chiesa di S. Aspreno inglobata nell'edificio del palazzo della Borsa in piazza Bovio. Le colonne sono tuttora visibili al pubblico.,

## Descrizione

### Esterno
La facciata della basilica è in un sobrio stile neoclassico. La parte inferiore, è tripartita in fasce verticali da quattro lesene scanalate corinzie; nella fascia centrale si trova il portale, inserito all'interno di una strombatura poco profonda con arco a tutto sesto sorretto da due colonne tuscaniche; in ciascuna delle due fasce laterali, invece, si trova una finestra ad arco. La parte superiore, separata da quella inferiore tramite un cornicione decorato con bassorilievi, è divisa in due livelli: quello inferiore presenta due finestre ottagonali con al centro un frontone semicircolare con oculo; quello superiore, invece, un finestrone sormontato da un frontone triangolare.
Il portale dell'ingresso secondario (XVI secolo), da cui si accede alla chiesa, è in pietra scolpita a motivi di girali vegetali e proviene dal Conservatorio dell'Arte della Lana, in vico Miroballo, demolito per i lavori del Risanamento.

### Interno
L'interno è a navata unica, a croce latina, con quattro cappelle per lato e transetto.
Nel vestibolo vi è l'altare in marmo con iscrizione angioina e colonnine sveve, sormontato dal baldacchino di Giovan Battista Nauclerio. Ai lati dell'ingresso sono posizionate due sculture ottocentesche ritraenti San Francesco d'Assisi e Sant'Antonio da Padova, sopra la porta vi è la Vestizione di Sant'Ildefonso di Giovanni Bernardo Azzolino.
Nella prima cappella a sinistra vi è una cona marmorea del XVI secolo che racchiude un San Michele Arcangelo coevo, mentre ai lati vi sono due tele di ignoto artista del XVIII secolo. Nella seconda si ammirano un rilievo marmoreo del XVI secolo raffigurante la Deposizione, un Immacolata di Teodoro D'Errico e un Angelo Custode attribuito ad Antonio Sarnelli. Nella terza la Pietà con i Santi Pietro e Paolo è ritenuta di Pietro Negroni, mentre la Crocifissione è di ignoto artista. Infine, nella quarta sono collocati il Battesimo di Santa Candida di Antonio Sarnelli, il Sant'Agostino che converte l'eretico di Giacinto Diano e il Sant'Antonio da Padova in gloria di ignota mano ottocentesca.
Sull'altare della prima cappella sulla destra vi è il rilievo con la Madonna delle Grazie di Giovanni da Nola; a lato la tela con il Giubileo è opera di Wenzel Cobergher, del 1594. Nella seconda si trovano l'Epifania firmata da Pompeo Landulfo e il San Bonaventura nel deserto di Giacomo Farelli. La terza venne decorata con affreschi e tele da Eugenio Viti nel 1914. Nella quarta sono collocati il San Francesco riceve le stimmate di Giovanni Vincenzo Forlì e il San Nicola con le sante Barbara e Caterina da Siena attribuito a Silvestro Buono.
L'altare del transetto destro è sormontato dall'Arcangelo Raffaele e Tobiolo di Giacinto Diano, mentre ai lati vi sono la Maddalena penitente di Francesco De Mura e la Madonna con il Bambino e San Felice da Cantalice è di Andrea Vaccaro. L'altare del transetto sinistro invece dall'Immacolata di Antonio Sarnelli, ai suoi lati il Battesimo di Santa Candida di Pacecco De Rosa e il Cristo al Limbo di Agostino Ciampelli e, al di sopra, il Sant'Agostino che cura un'osessa di Domenico Antonio Vaccaro.
Ai lati dell'imponente e pregevole altare maggiore in marmi commessi e pietre dure sono collocate due tele giovanili di Luca Giordano: San Pietro e San Paolo si abbracciano prima di andare al martirio e La consegna delle chiavi.
Il coro ligneo, del 1661, è di Giovan Domenico Vinaccia.
Nel corridoio d'accesso alla sacrestia, a sinistra dell'abside, si trova il rinascimentale sepolcro di Baldassarre Ricca, scolpito da Giovanni Giacomo da Brescia nel 1519.
Dalla chiesa viene la Madonna col Bambino e Santi di Antonio Rimpatta, eseguito tra 1509 e 1511 ed oggi al Museo Nazionale di Capodimonte.

#### Organo a canne
Sulla cantoria alle spalle dell'altare maggiore, si trova l'organo a canne Tamburini opus 291, costruito nel 1950. Lo strumento, a trasmissione elettrica, ha due tastiere di 61 note ciascuna e pedaliera concavo-radiale di 32 note. La mostra è composta da cinque cuspidi formate da canne di principale e Violoncello prive di cassa.

### La basilica paleocristiana
Dal transetto sinistro si scende nella cripta, che in seguito ai restauri del 1930 si rivelò essere una chiesa paleocristiana; questa presenta tre navate, articolate con colonne monolitiche in marmo, dove sono state scoperte anche delle catacombe. In queste catacombe è presente un culto delle anime del purgatorio simile a quello praticato nel cimitero delle Fontanelle.